# Fürstbischöfliches Amtshaus (Volkach)

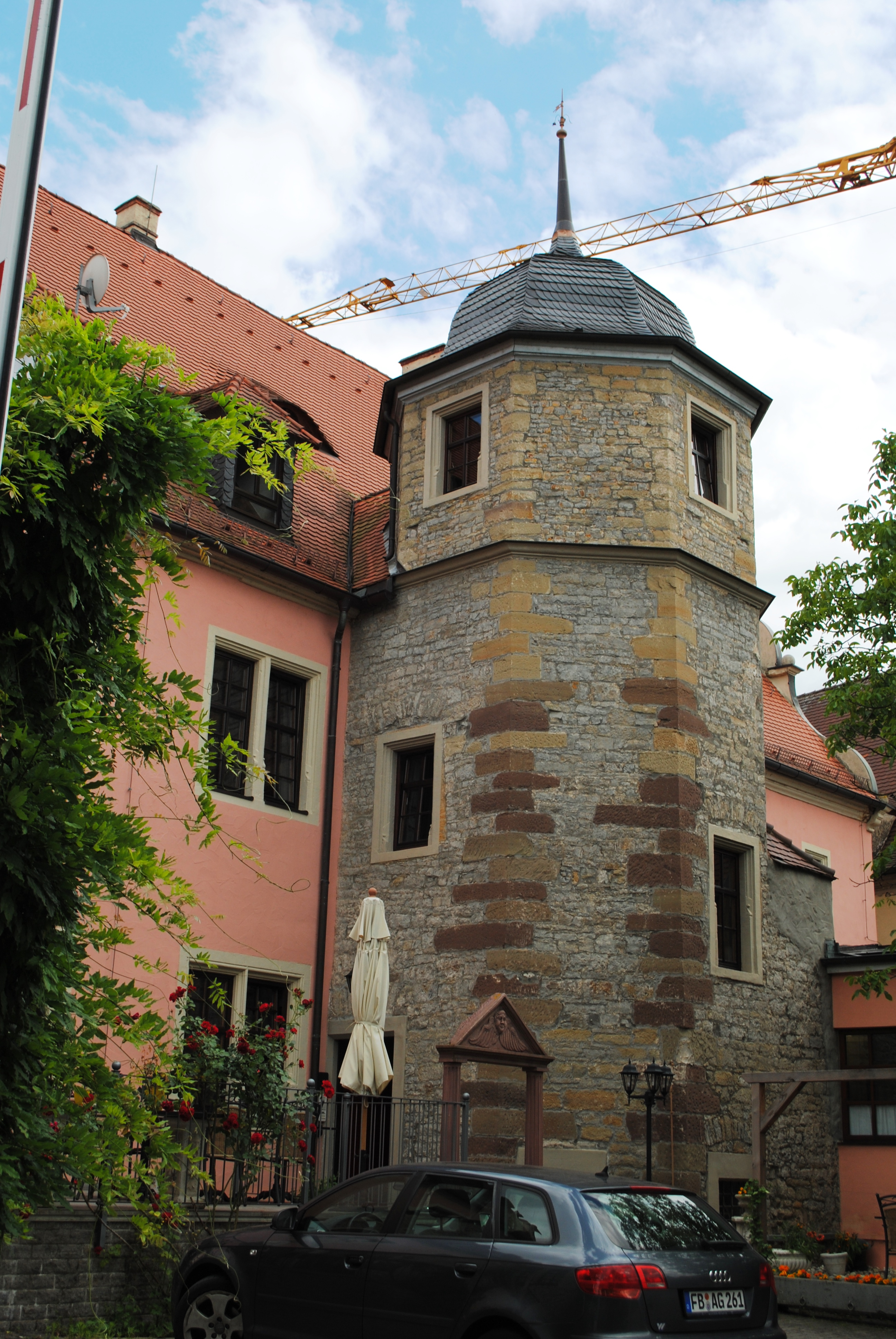
Die Rückseite des Amtshauses mit dem Treppenturm

Das Fürstbischöfliche Amtshaus steht in der Hauptstraße der Stadt Volkach. Es wird auch Echterhof genannt.

## Geschichte
Ein Fronhof des Fürstbischofs von Würzburg, wo die Bürger der Stadt ihre Abgaben zahlten, existierte in Volkach bereits im 15. Jahrhundert. Das alte Gebäude verfiel jedoch zusehends. Erst mit dem 15. September 1605 änderte sich diese Situation. Das Gebäude wurde wiederhergestellt und erfüllte wieder die alte Aufgabe. Maßgeblich am Neubau beteiligt war Valentin Echter von Mespelbrunn, der Bruder des Fürstbischofs Julius.
Nach dem Ende des Alten Reichs und der Mediatisierung verlor das Gebäude seine Funktion. Es wurde in das Amtsgericht der Stadt umgewandelt. Diese Funktion behielt der Echterhof bis ins Jahr 1918. Nach dem Ende des Ersten Weltkriegs kam das Gebäude in private Hände und wird seitdem als Hotel genutzt. Das Bayerische Landesamt für Denkmalpflege führt das fürstbischöfliche Amtshaus unter der Denkmalnummer D-6-75-174-56. Es ist ein Teil des Ensembles Altstadt Volkach. Die untertägigen Reste der Vorgängerbauten sind als Bodendenkmal eingeordnet.

## Beschreibung
Das Amtshaus präsentiert sich als typischer Vertreter der Echtergotik. Es ist zweigeschossig und weist neun mal drei Fensterachsen auf. Ein Satteldach bekrönt das Gebäude. Die Volutengiebel enden in Muschelscheiben und sind mit Kugeln verziert. Auf der Rückseite tritt ein angebauter runder Treppenturm hervor. Die Fenster weisen doppelte Rahmungen auf.
Das mi Bossen versehene Portal hat Rustikagewände und plastische Diamantquader und ähnelt damit dem Amtshaus in Oberschwarzach. Über dem Portal steht die Jahreszahl „1605“. Das Amtszimmer im ersten Stock trägt eine Holzkassettendecke mit gestreckten Rauten und Oktogonformen. In anderen Zimmern befindet sich Zierfachwerk.